# Angelo Meloni
Angelo Meloni detto Picino (Canepina, 8 marzo 1880 – Roma, 24 gennaio 1945) è stato un fantino italiano.

## Gli esordi e la prima vittoria
La fama di Picino (soprannome assegnatogli per la sua non eccelsa statura e per la giovane età dell'esordio; "picino" in toscano significa "piccolo") si lega al Palio di Siena, corsa della quale il fantino laziale è stato dominatore incontrastato per buona parte della prima metà del XX secolo.
Figlio d'arte (il padre Filippo detto Barbone corse, senza mai vincere, quattro volte a Siena tra il 1872 e il 1881), esordisce al Palio a soli diciassette anni il 4 luglio 1897, vestendo i colori del Nicchio. L'esito della carriera non è benevolo per l'esordiente fantino, che di lì a poco viene colpito da un pesante lutto familiare: il padre muore infatti l'8 settembre a soli cinquantadue anni.
Per Picino il colpo è durissimo, ma anche in onore del genitore che l'aveva avviato alle corse, torna a calcare la terra di Piazza del Campo già l'anno dopo al Palio di Provenzano del 1898, con il giubbetto della Torre, favorita per la vittoria della carriera. In effetti Picino prende in breve il comando, ma al primo Casato cade da cavallo per un motivo quanto mai singolare. Le condizioni meteorologiche non sono delle migliori e il tempo minaccia pioggia: per evitare un rinvio della carriera le autorità chiedono alle contrade di sveltire le operazioni di cambio delle divise da parata dei fantini in quelle da corsa al termine del Corteo storico. La Torre prende alla lettera le indicazioni e Picino non ha neanche il tempo di togliersi l'abito da parata in seta, mettendosi direttamente sopra quello in tela. Così al Casato lo scivolone sulla groppa del cavallo è inevitabile. La carriera viene vinta dalla nemica della Torre, l'Oca, e i torraioli non la prendono bene. Picino viene portato in questura per motivi di sicurezza e per le medesime ragioni viene sospeso (insieme a Massimo Tamberi detto Massimino, fantino della Chiocciola, altra favorita) dal correre il successivo Palio dell'Assunta e diffidato dal presentarsi a Siena nei giorni di tale evento.
Il fantino laziale decide di non rischiare e torna a Siena solo nel 1902. Dopo due buone prove alle carriere di luglio e di agosto, rispettivamente con Leocorno e Lupa, Picino veste il giubbetto del Montone nel Palio straordinario del 28 settembre, indetto in occasione del XIII congresso della "Società Dante Alighieri". Il soggetto da montare è la veloce saura di Remigio Bellini (in quegli anni molti dei cavalli non erano segnati con il relativo nome, ma indicando la razza e le generalità del proprietario), di gran lunga il più forte barbero del lotto. Picino sa che stavolta non può fallire e non tradisce le attese: alla mossa il fantino laziale scatta primo e mantiene il comando per tutta la carriera, grazie anche all'ostacolo reciproco delle dirette inseguitrici Pantera e Torre.
Il successo spazza via le voci di chi vedeva in Picino una promessa mancata, evidenziando le grandi qualità del giovane fantino. In particolar modo la grande abilità ad usare il nerbo, nonostante una menomazione al braccio destro, postumo di una caduta in giovane età.

## Il Palio straordinario del 1904
Nel frattempo, dopo altri due Palii disputati con il Montone, Picino corre nuovamente un Palio straordinario. Il 17 aprile 1904 (nel Palio indetto in occasione della Mostra dell'Antica Arte Senese) il fantino laziale veste il giubbetto del Leocorno, montando la cavalla Primetta. Il barbero lecaiolo è un buon soggetto, ma il grande favorito della carriera è l'Istrice con il baio di Lorenzo Franci, cavallo fin lì mai vittorioso ma con grande esperienza (dodici Palii già corsi). L'epilogo della corsa sarà tuttavia a dir poco singolare. Presenziando sui palchi re Vittorio Emanuele III, l'Oca vuole a tutti i costi ben figurare davanti al sovrano, guadagnando una prestigiosa vittoria. La contrada di Fontebranda così, da sempre una delle più ricche di Siena, offre molti soldi agli altri fantini, chiedendo di favorire il proprio Angelo Montechiari detto Spanziano (che nella carriera monta l'esordiente Ida). La cospicua somma promessa dall'Oca convince anche Ermanno Menichetti detto Popo, fantino dell'Istrice, che conviene molto di più favorire il rione di Fontebranda. Identica è la decisione di molti altri fantini, tra cui lo stesso Picino, desiderosi più di denaro che di gloria. Quando tutto pare deciso, un evento fa saltare tutti gli accordi stabiliti fino ad allora: un mangino della Chiocciola, contrario ad un eventuale successo ocaiolo, mette in giro la voce che il re avrebbe premiato il fantino vittorioso con una somma ancor più alta di quella promessa dall'Oca. In breve i fantini rompono gli accordi e, stimolati dalla grossa cifra "sparata" dal mangino di San Marco, si danno battaglia nel Palio. La lotta diviene serrata tra tutti i protagonisti: il favorito Istrice è di rincorsa, ma al calar dei canapi Picino è lesto a prendere il comando, mentre la contrada di Camollia rimane ingabbiata nelle retrovie. Quando Popo si stacca dal gruppo, ormai il Leocorno è imprendibile e Picino vince il secondo Palio della sua carriera. Ma la gioia del trionfo è spezzata dall'apprendere che la notizia messa in giro dal mangino chiocciolino è del tutto falsa: Picino così incassa solo il premio del Leocorno: una somma irrisoria, più bassa anche di quella promessa dall'Oca.

## Le vittorie con l'Oca
Due anni dopo Picino corre proprio per l'Oca. Il Palio è quello del 2 luglio e la contrada di Fontebranda cerca un immediato riscatto dopo la vittoria dell'eterna rivale della Torre nel palio dell'Assunta dell'anno precedente. La cavalla toccata in sorte all'Oca, la baia di Ulisse Betti, è un soggetto esordiente e sulla carta pare non reggere il confronto con i due favoriti: lo stornino toccato in sorte alla Pantera e la veloce Ida assegnata alla Tartuca. Le due favorite restano però attardate alla mossa e a San Martino prendono la testa, pressoché appaiate, Aquila ed appunto l'Oca. Picino riesce a portarsi al comando al secondo passaggio alla mossa, incrementando il proprio vantaggio e guadagnando la sua terza vittoria.
La vittoria salda il legame di Picino con l'Oca, che diviene a breve la sua storica contrada insieme al Montone. Il 3 luglio 1908, di nuovo col giubbetto di Fontebranda, Picino è chiamato a montare l'ottima Stella. Ancora una volta però i favori del pronostico sono per un'altra contrada: l'Onda, che si affida ad Alduino Emidi detto Zaraballe per la monta di Gobba, una delle più forti cavalle del primo novecento. Picino ha però consapevolezza della qualità del proprio barbero e, sfruttando un'ottima mossa, a San Martino prende già il comando. La potenza di Stella fa volare Picino, il quale al secondo giro subisce un tentativo di ostacolo alquanto singolare (ma non raro nei Palii d'epoca): il Bruco doppiato si para davanti all'Oca nel tentativo di frenarne la corsa ed impedirne la vittoria. La scelta del fantino brucaiolo Popo si lega probabilmente al secolare astio tra Oca e Bruco, alimentato anche dalla solida alleanza di quest'ultima con la Torre, storica nemica della contrada di Fontebranda. Picino riesce comunque ad evitare l'impatto e con grande maestria trionfa per la quarta volta. Meno felice l'esito per Popo, che per la grave scorrettezza viene squalificato a vita.

## I successi con Drago, Montone e Istrice
Le grandi doti del fantino laziale sono ormai chiare ai senesi, e Picino incanta la Piazza con altre due vittorie negli anni seguenti. Il 16 agosto 1909, in quello che sarà ricordato come uno dei Palii più combattuti di sempre, Picino monta la cavalla Calabresella per il Drago. Ancora una volta Meloni sfrutta ottimamente la mossa, portandosi in testa tallonato dal Nicchio. Il fantino nicchiaiolo Zaraballe e Picino danno avvio subito ad un duello a nerbate, di cui approfitta la favorita Pantera per rimettersi in corsa. Il terzetto di testa perde a breve il Nicchio, il cui barbero è sfinito, lasciando via libera a Drago e Pantera. L'indomito fantino di Stalloreggi Nappa, cerca di farsi strada, ma Picino gioca nuovamente di nerbo e tiene lontano il rivale, vincendo così il suo quinto Palio per il Drago.
A luglio dell'anno seguente Picino torna a vestire il giubbetto del Montone. La contrada dei Servi gli affida la monta del sauro con stella in fronte di Lorenzo Franci, soggetto esordiente ma velocissimo, come dimostra nella carriera. A San Martino il Montone prende la testa, seguito dal Nicchio. Le due contrade (oggi avversarie, ma all'epoca alleate) cercano di ostacolarsi a suon di nerbate, ma Picino ha la meglio sul fantino nicchiaiolo Domenico Leoni detto Moro, che al terzo giro molla definitivamente, lasciando via libera a Picino per la sua sesta vittoria.
Dopo due anni sfortunati, Picino torna al successo il 2 luglio 1913 per l'Istrice. Chiamato a montare la cavalla Strega, Picino riesce a scattare primo alla mossa, guadagnando in breve un discreto distacco dalle inseguitrici. Ma all'ultimo giro la Giraffa dà vita ad uno strepitoso recupero: il fantino Arturo Bocci detto Rancani raggiunge Picino, che però fa di nuovo affidamento sulla sua maestria col nerbo, tenendo dietro l'avversario e regalando il Drappellone all'Istrice.

## La consacrazione dopo la guerra
La settima vittoria pone ormai Picino nel lotto dei grandi. Per il fantino laziale però si apre un lungo periodo senza successi, complice senz'altro la prima guerra mondiale che impedisce lo svolgimento del Palio per quattro anni. Quando nel 1919 torna la terra in Piazza, Picino non riesce più a vincere e in molti sono pronti a scommettere che la sua stella si sia offuscata. In realtà Meloni sta per entrare nel periodo migliore della sua carriera, che lo condurrà a vincere altri sei Palii in nove anni.
Il 16 agosto 1921 Picino torna dopo sette anni a vestire il giubbetto dell'Oca. Il barbero da montare è Crognolo e Picino dimostra subito un grande affiatamento. Il binomio ocaiolo prende la testa già al primo San Martino e non molla più il comando. Per Picino è l'ottavo sigillo, il terzo con l'Oca.
Tre anni dopo, il 16 agosto 1924, Picino corre per la Chiocciola. La Contrada di San Marco ha ricevuto in sorte la forte Giacca, che in effetti sarà la grande protagonista della carriera. Picino riesce a prendere subito la testa, tallonato da Torre e Civetta, che però a breve perde il contatto con le battistrada. Picino e Randellone si scambiano pesanti nerbate, ma stavolta è il fantino laziale ad avere la peggio: al primo Casato urta su un colonnino, cadendo sul tufo e lasciando Giacca scossa. Questa però non molla il comando, nonostante Randellone tenti in tutti i modi il sorpasso. Così, per la prima volta nel XX secolo, un cavallo scosso vince una carriera; per Picino è la nona vittoria. Peraltro le cronache del tempo asseriscono l'intenzionalità di Picino nel gettarsi da cavallo, per lasciare così Giacca più leggera e quindi più veloce verso la vittoria.
Il successivo Palio di Provenzano (2 luglio 1925) vede Picino tornare di nuovo nel Montone. Meloni monta Lola, ma stavolta parte male e resta ingabbiato nelle retrovie. Ne approfitta la Lupa che prende decisa il comando, ma anche il Montone si rifà sotto: una caduta generale al primo San Martino lascia infatti Picino l'unico ad inseguire la battistrada. In poche falcate il Montone raggiunge la Lupa e la passa già al primo Casato. La velocità di Lola viene pienamente sfruttata da Picino, che ottiene il suo decimo trionfo.
Il terzo successo coi colori dei Servi rinforza il legame tra il Montone e Picino, comunque sempre fedele anche all'Oca. In effetti negli anni a seguire Meloni corre praticamente solo con le due contrade. Al Montone regala un nuovo successo il 2 luglio 1927. L'abilità alla mossa di Picino permette al Montone di scattare primo, anche se all'inizio del secondo giro viene superato dalla Pantera. Il fantino di Stalloreggi, Garibaldo Fattori detto Garibaldi, si lancia alla ricerca del successo ma Picino, che monta la cavalla Tonta, non perde terreno. All'ultimo Casato, Garibaldi commette un'ingenuità allargando eccessivamente e Picino si infila all'interno, beffando il rivale.
Dopo un anno esatto Picino torna in Piazza col giubbetto dell'Oca, favoritissima con la cavalla Lina. In effetti la carriera non ha storia e Picino, partito in testa, guida l'intera carriera trionfando per la quarta volta anche per la contrada di Fontebranda, la dodicesima in totale. Per aver forzato la mossa subisce però una squalifica di quattro Palii.

## Il finale di carriera
Picino torna in Piazza per il Palio di Provenzano del 3 luglio 1930. Inizialmente veste il giubbetto dell'Oca, ma gli eventi lo condurrano a correre per l'Onda. Le due favorite sono infatti proprio la contrada di Malborghetto (con Lina) e la Torre (con il velocissimo Burattino), all'epoca alleate: la seconda, in quegli anni nonna del Palio, conta sulla prima per "scuffiarsi". L'Oca ovviamente intende scongiurare il ritorno alla vittoria della Torre e persuade l'Onda, per quanto vittoriosa appena due anni prima, a tirare a vincere.
Per assicurarsi della vittoria ondaiola, l'Oca presta proprio Picino alla contrada di Malborghetto, da cui giunge in cambio Romolo Maggi detto Sgonfio. Quando alla prova generale sbuca dall'entrone Picino con il giubbetto biancoceleste dell'Onda, i torraioli si sentono traditi dall'alleata. I due popoli in breve si danno battaglia in una rissa furibonda, che conduce all'immediata rottura dell'alleanza e al ritorno a quella rivalità che aveva a lungo diviso le due contrade. Picino, per nulla turbato dagli eventi, vince agevolmente per l'Onda, conquistando il suo tredicesimo e ultimo successo, alla non più verde età di cinquant'anni. La sua carriera è ormai giunta al termine. Corre altri tre Palii, poi abbandona definitivamente.
Dell'ultima corsa, disputata il 2 luglio 1933, si racconta un curioso aneddoto. Picino corre per la Lupa su Wally e parte di rincorsa, in una carriera che vede come grande favorita la Tartuca (che quell'anno centrerà il cappotto) con Ganascia sul fortissimo Folco. Dopo pochi metri la Tartuca si porta in testa, ma Picino riesce in breve ad affiancarsi a Ganascia. Tra il vecchio e il giovane campione prende avvio un furioso duello a nerbate dal quale, per la notevole mole fisica e anche per la giovane età, esce vittorioso il fantino tartuchino, mentre Picino cade a terra sfinito e dolorante. A fine carriera Picino si avvicina a Ganascia e gli chiede «Ma perché mi hai nerbato in quel modo? Sono solo un povero vecchio...»; «Perché sei una volpe!» risponde Ganascia, ben conscio del "pericolo" che Picino poteva ancora costituire. Le nerbate tuttavia avranno un seguito. Il figlio di Picino, Corrado Meloni detto Meloncino (che ha già esordito l'anno prima con l'Onda) non la perdonerà a Ganascia e tra i due fantini si instaurerà, pare anche per motivi sentimentali, un'accesa rivalità che durerà per anni.

## Presenze al Palio di Siena
Con tredici vittorie su ben cinquantadue Palii disputati, Picino è di diritto uno dei più grandi fantini di sempre della corsa senese. Per numero di vittorie è il secondo fantino più vittorioso del Novecento, e il suo record ha resistito fino al 3 luglio 1992, quando venne superato da Aceto che con l'Aquila si aggiudicò il suo quattordicesimo trionfo.
Nelle sue tredici vittorie, Picino ha regalato la gioia del successo ben quattro volte ad Oca e Valdimontone ed una volta a Leocorno, Drago, Istrice, Chiocciola e Onda. Ha corso almeno una volta per tutte le contrade, eccezion fatta per Pantera e Bruco.
Di seguito l'elenco delle carriere disputate da Picino al Palio di Siena.
Le vittorie sono evidenziate ed indicate in neretto.
| Palio             | Contrada     | Cavallo                          |
| ----------------- | ------------ | -------------------------------- |
| 4 luglio 1897     | Nicchio      | baio di Gaetano Beligni          |
| 3 luglio 1898     | Torre        | baio di Angelo Butini (scosso)   |
| 2 luglio 1902     | Leocorno     | baio di Tito Nardi               |
| 16 agosto 1902    | Lupa         | baio di Paolo Neri               |
| 28 settembre 1902 | Valdimontone | saura con fiore in fronte        |
| 2 luglio 1903     | Valdimontone | morello di Francesco Del Giovane |
| 16 agosto 1903    | Valdimontone | baio di Adamo Cambrini           |
| 17 aprile 1904    | Leocorno     | Primetta                         |
| 3 luglio 1904     | Tartuca      | baio di Ettore Tirinnanzi        |
| 16 agosto 1904    | Chiocciola   | stornino                         |
| 2 luglio 1905     | Lupa         | morello di Gaetano Beligni       |
| 16 agosto 1905    | Valdimontone | storno di Alizzardo Brandani     |
| 2 luglio 1906     | Oca          | baia marrone di Ulisse Betti     |
| 16 agosto 1906    | Valdimontone | sauro di Natale Rossi            |
| 2 luglio 1907     | Istrice      | morello del Tonini (scosso)      |
| 16 agosto 1907    | Oca          | stornino                         |
| 3 luglio 1908     | Oca          | Stella del Pianigiani            |
| 4 luglio 1909     | Drago        | Stella di Antonio Tonini         |
| 16 agosto 1909    | Drago        | Calabresella                     |
| 17 agosto 1909    | Onda         | storno di Adamo Mattii           |
| 3 luglio 1910     | Valdimontone | sauro con stella in fronte       |
| 16 agosto 1910    | Oca          | Gobba                            |
| 13 settembre 1910 | Selva        | baio di Ettore Fontani           |
| 2 luglio 1911     | Giraffa      | baio di Ettore Fontani           |
| 16 agosto 1911    | Aquila       | baio di Amedeo Forni             |
| 16 agosto 1912    | Oca          | baio di Sabatino Forni           |
| 2 luglio 1913     | Istrice      | Strega                           |
| 17 agosto 1913    | Nicchio      | baio di Carlo Capperucci         |
| 25 settembre 1913 | Nicchio      | storno di Luisa Bellini          |
| 16 agosto 1914    | Oca          | baio di Ettore Mattii            |
| 2 luglio 1919     | Chiocciola   | Scodata (scosso)                 |
| 16 agosto 1919    | Tartuca      | Scodata                          |
| 17 agosto 1919    | Giraffa      | baio di Edoardo Furi             |
| 17 agosto 1920    | Istrice      | baio di Alberto Comucci          |
| 16 agosto 1921    | Oca          | Crognolo                         |
| 2 luglio 1922     | Oca          | sauro dei fratelli Pepi          |
| 16 agosto 1922    | Chiocciola   | Crognolo                         |
| 2 luglio 1923     | Aquila       | baio di Gesualdo Venturini       |
| 16 agosto 1923    | Oca          | Esperta                          |
| 2 luglio 1924     | Oca          | Margiacchina                     |
| 16 agosto 1924    | Chiocciola   | Giacca (scosso)                  |
| 2 luglio 1925     | Valdimontone | Lola                             |
| 16 agosto 1925    | Oca          | baio di Menotti Busisi           |
| 2 luglio 1926     | Oca          | Norge                            |
| 16 agosto 1926    | Oca          | Giacca (scosso)                  |
| 2 luglio 1927     | Valdimontone | Tonta                            |
| 16 agosto 1927    | Civetta      | Lina                             |
| 2 luglio 1928     | Oca          | Lina                             |
| 3 luglio 1930     | Onda         | Lina                             |
| 16 agosto 1930    | Aquila       | Cinghialina                      |
| 3 luglio 1932     | Drago        | Lina                             |
| 2 luglio 1933     | Lupa         | Wally (scosso)                   |